# TEI M89-SR
TEI M89-SR (ивр. רובה צלפים M89SR‎) — израильская самозарядная снайперская винтовка.

## История
Разработана в Израиле компанией Technical  Equipment  International (TEI) на основе более ранней винтовки М36. Винтовка построена на базе американской винтовки М14.

## Конструкция
Благодаря применению схемы булл-пап была решена проблема длины оружия. Винтовка TEI M89-SR не только короче своего прототипа М14, она даже короче, чем самая короткая из винтовок серии М16 — М16А1. Еще одним существенным достоинством винтовки TEI M89-SR считается ее сравнительно небольшой вес — 4,5 кг с оптическим прицелом против 5,1 без него у М14. Такое уменьшение массы без ухудшения баллистических характеристик было достигнуто за счет использования при изготовлении ложа пластика вместо дерева.
Механика винтовок TEI M89-SR и М14 идентична, а многие их детали взаимозаменяемы. Для улучшения кучности стрельбы конструкторы винтовки TEI M89-SR выполнили ее по технологии плавающего ствола — к ложу винтовки крепится только ее казённая часть. Такая конструкция значительно уменьшает ненужные колебания ствола при прицеливании и стрельбе. Со ствола TEI M89-SR были убраны мушка и прилив для крепления штыка, а пламегаситель доработан таким образом, чтобы влияние деривации снизилось до минимума. 
Винтовка TEI M89-SR снабжена регулируемым прикладом с резиновой накладкой — демпфером и щекой. Щека приклада винтовки TEI M89-SR в дополнение к своим обычным функциям служит еще и для отражения стреляных гильз. При малой длине винтовки такая конструкция совсем даже не лишняя, поскольку сила, с которой вылетает гильза, такова, что может травмировать стрелка. Рукоять взведения TEI M89-SR была вынесена вперед и сменила форму, став цилиндрической. 
Для стрельбы из снайперской винтовки применяются винтовочные патроны калибра 7,62×51 мм NATO (.308Win). Технически представляет собой 10-20 зарядную винтовку, построена в компоновке «булл-пап» и использует газоотводную автоматику.
Винтовка комплектуется оптическим прицелом.